# Centro Europeo del Resistente Deportado
El Centro Europeo del Resistente Deportado (en fr. Centre européen du résistant déporté) se encuentra en la comuna de Natzwiller, Francia y tiene por misión la conservación y divulgación de la memoria histórica relacionada en general con los campos de concentración nazis de la Segunda Guerra Mundial, y en particular con el de Struthof-Natzwiller, el único que se encontraba en el territorio anexionado de Francia, entre 1940 y 1944.
El centro fue inaugurado por el presidente Jacques Chirac el 3 de noviembre de 2005, en un edificio diseñado por el arquitecto Pierre-Louis Faloci.
Consta de cuatro áreas sobre una superficie de 2000 m².